# Brent Hollamby
Brent William Hollamby (ur. 12 lipca 1964 w Mosgiel) – nowozelandzki zapaśnik walczący w stylu wolnym. Olimpijczyk z Seulu 1988, gdzie odpadł w eliminacjach w kategorii 57 kg.
Zajął trzynaste miejsce na mistrzostwach świata w 1987. Brązowy medalista mistrzostw Wspólnoty Narodów w 1987. Dwukrotny medalista mistrzostw Oceanii w latach 1986 – 1988.